# Thomasinella
Thomasinella es un género de foraminífero bentónico de la familia Thomasinellidae, de la superfamilia Textularioidea, del suborden Textulariina y del orden Textulariida. Su especie tipo es Thomasinella punica. Su rango cronoestratigráfico abarca el Cenomaniense (Cretácico superior).

## Discusión
Clasificaciones previas incluían Thomasinella en la superfamilia Hormosinoidea y del orden Lituolida.

## Clasificación
Thomasinella incluye a las siguientes especies:
- Thomasinella aegyptia †
- Thomasinella fragmentaria †
- Thomasinella guarinoensis †
- Thomasinella hamzai †
- Thomasinella punica †
- Thomasinella rugosa †

Otra especie considerada en Thomasinella es:
- Thomasinella pauperata †, de posición genérica incierta